# Open Internacional de Valencia 2025 - Doppio
Il doppio femminile del torneo di tennis professionistico Open Internacional de Valencia 2025, facente parte della categoria WTA 125 nell'ambito del WTA 125 2025, si è giocato dall'11 al 15 giugno 2025 a Valencia, in Spagna.
In finale Marija Kozyreva e Iryna Šymanovič hanno sconfitto Yvonne Cavallé Reimers e Ángela Fita Boluda con il punteggio di 6-3, 6-4.
Katarzyna Piter e Fanny Stollár erano le detentrici del titolo, ma entrambe hanno scelto di partecipare nel concomitante torneo di Rosmalen con compagne diverse.

## Teste di serie
1. Marija Kozyreva /  Iryna Šymanovič (Campionesse)

1. Makenna Jones /  Laura Pigossi (semifinale)

## Wildcard
1. Alina Korneeva /  Solana Sierra (semifinale)

## Alternate
1. Alevtina Ibragimova /  Anita Wagner (quarti di finale)

## Tabellone

### Legenda
| - Q = Qualificato - WC = Wild card - LL = Lucky loser | - ALT = Alternate - SE = Special Exempt - PR = Protected Ranking | - w/o = Walkover - r = Ritirato - d = Squalificato |

|  | Quarti di finale | Quarti di finale                | Quarti di finale                | Quarti di finale | Quarti di finale |  |  | Semifinali | Semifinali                      | Semifinali                      | Semifinali                                | Semifinali                                |   |   | Finale | Finale                          | Finale                          | Finale | Finale |  |
|  |                  |                                 |                                 |                  |                  |  |  |            |                                 |                                 |                                           |                                           |   |   |        |                                 |                                 |        |        |  |
|  | 1                | M Kozyreva I Šymanovič          | M Kozyreva I Šymanovič          | 6                | 6                |  |  |            |                                 |                                 |                                           |                                           |   |   |        |                                 |                                 |        |        |  |
|  |                  | M Carlé L Romero Gormaz         | M Carlé L Romero Gormaz         | 2                | 4                |  |  | 1          | M Kozyreva I Šymanovič          | M Kozyreva I Šymanovič          | 6                                         | 6                                         |   |   |        |                                 |                                 |        |        |  |
|  | WC               | A Korneeva S Sierra             | A Korneeva S Sierra             | 6                | 6                |  |  | WC         | A Korneeva S Sierra             | A Korneeva S Sierra             | 3                                         | 3                                         |   |   |        |                                 |                                 |        |        |  |
|  | Alt              | A Ibragimova A Wagner           | A Ibragimova A Wagner           | 4                | 4                |  |  |            |                                 |                                 |                                           |                                           |   |   | 1      | Marija Kozyreva Iryna Šymanovič | Marija Kozyreva Iryna Šymanovič | 6      | 6      |  |
|  |                  | E Gorgodze A Herrero Liñana     | E Gorgodze A Herrero Liñana     | 5                | 0                |  |  |            |                                 |                                 | Yvonne Cavallé Reimers Ángela Fita Boluda | Yvonne Cavallé Reimers Ángela Fita Boluda | 3 | 4 |        |                                 |                                 |        |        |  |
|  |                  | Y Cavallé Reimers Á Fita Boluda | Y Cavallé Reimers Á Fita Boluda | 7                | 6                |  |  |            | Y Cavallé Reimers Á Fita Boluda | Y Cavallé Reimers Á Fita Boluda | 6                                         | 6                                         |   |   |        |                                 |                                 |        |        |  |
|  |                  | A Itō E Jašina                  | A Itō E Jašina                  | 3                | 0                |  |  | 2          | M Jones L Pigossi               | M Jones L Pigossi               | 4                                         | 3                                         |   |   |        |                                 |                                 |        |        |  |
|  | 2                | M Jones L Pigossi               | M Jones L Pigossi               | 6                | 6                |  |  |            |                                 |                                 |                                           |                                           |   |   |        |                                 |                                 |        |        |  |